# Maison Le Jeune
La Maison Le Jeune est un édifice situé dans la ville de Nancy, dans la Meurthe-et-Moselle en région Lorraine (Grand Est).

## Histoire
Elle fut construite en 1902 dans la cité-jardin du Parc de Saurupt par l’architecte Emile André pour le peintre Armand Lejeune.

L'atelier d'Armand Lejeune en 1904. La Lorraine artiste, Bibliothèque municipale de Nancy
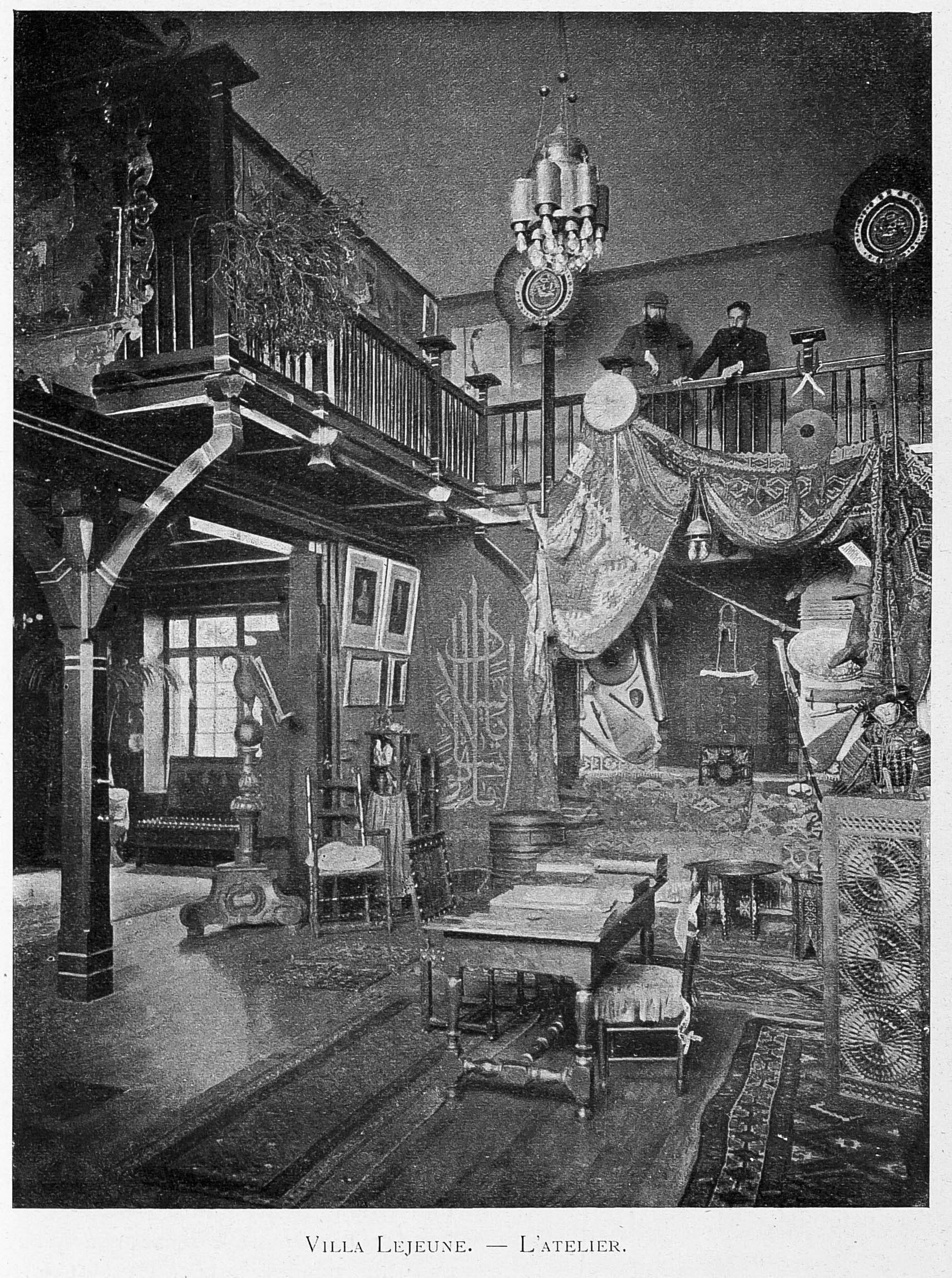
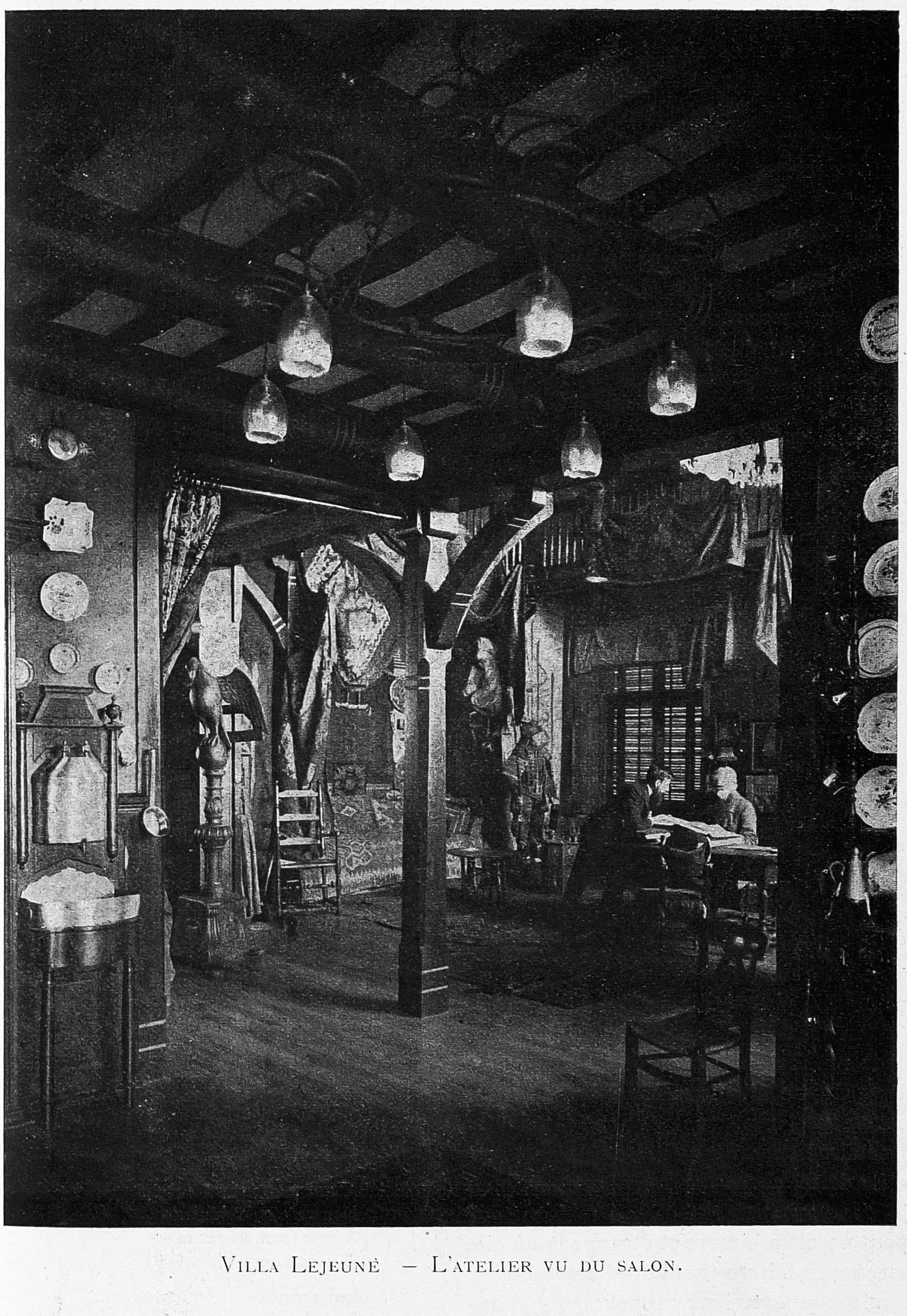

La clôture, le garage, les façades et les toitures sont inscrites au titre des monuments historiques par arrêté du 4 février 1988.

## Description
Comportant un grand atelier, aujourd'hui disparu, la maison emprunte pour son architecture, et notamment sa toiture, aux éléments régionalistes normands, tout en étant présentée comme un modèle de "maison moderne". Accolé à l'édifice, le garage automobile à toiture en terrasse est l'un des premiers à Nancy. La décoration peinte des façades a disparu.